# Lucius Munatius Plancus (Konsul 13)
Lucius Munatius Plancus war ein römischer Politiker und Senator.
Plancus war wohl ein Nachkomme des Lucius Munatius Plancus, der im Jahr 42 v. Chr. Konsul gewesen war. Im Jahr 13 wurde Plancus ordentlicher Konsul. Ein Jahr später stand er Tacitus zufolge einer Gesandtschaft vor, die die meuternden Truppen des Germanicus besänftigen sollte.  Zwischen 15 und 35 war er 17 Jahre lang Statthalter von Pannonien.